# Calendrier tamoul
Le calendrier tamoul est un calendrier solaire proche du calendrier hindou pour lequel l'année commence le 14 avril.
Le 14 avril 2023 (du calendrier grégorien), l'année 5125 a commencé dans le calendrier tamoul.

## Mois
Un mois compte entre 29 et 32 jours.
| N°  | Mois (Tamil) | Nom sanskrit * | Mois (translittéré) | Équivalent dans le calendrier grégorien |
| --- | ------------ | -------------- | ------------------- | --------------------------------------- |
| 01. | சித்திரை         | Chaitra        | Cittirai            | mi-avril à mi-mai                       |
| 02. | வைகாசி          | Vaisākha       | Vaikāci             | mi-mai à mi-juin                        |
| 03. | ஆனி           | Jyaishtha      | Āni                 | mi-juin à mi-juillet                    |
| 04. | ஆடி           | Āshādha        | Āṭi                 | mi-juillet à mi-août                    |
| 05. | ஆவணி          | Shrāvana       | Āvaṇi               | mi-août à mi-septembre                  |
| 06. | புரட்டாசி        | Bhādrapada     | Puraṭṭāci           | mi-septembre à mi-octobre               |
| 07. | ஐப்பசி         | Ashwina        | Aippaci/Aippasi     | mi-octobre à mi-novembre                |
| 08. | கார்த்திகை        | Kārttika       | Kārttikai           | mi-novembre à mi-décembre               |
| 09. | மார்கழி         | Mārgashīrsha   | Mārkaḻi             | mi-décembre à mi-janvier                |
| 10. | தை            | Pausha         | Tai                 | mi-janvier à mi-février                 |
| 11. | மாசி           | Māgha          | Māci                | mi-février à mi-mars                    |
| 12. | பங்குனி         | Phalguna       | Paṅkuni             | mi-mars à mi-avril                      |

Note : les mois sanscrits commencent un mois avant le calendrier tamoul, étant donné que le calendrier tamoul est un calendrier solaire, alors que le calendrier sanscrit est un calendrier luni-solaire.